# Almuñécar
Almuñécar (spanskt uttal: [almuˈɲekaɾ]) är en stad och kommun i provinsen Granada i den autonoma regionen Andalusien i södra Spanien. Staden ligger vid Medelhavet, cirka 49,5 kilometer söder om Granada. Kommunen har 27 311 invånare (2024), på en yta av 83,36 km².
Almuñécar är en av orterna längs Costa Tropical (provinsen Granadas kust). Staden har ett subtropiskt klimat med en medeltemperatur på 25 °C sommartid.

## Historia
Omkring 800 f.Kr. grundade fenicierna en handelsstation på orten och omkring 100 f.Kr. tog romarna över staden. 
755 e.Kr. landsteg den umayyadiske härskaren Abd ar-Rahman I i staden, varifrån han grundade det muslimska imperium som omfattade hela Spanien och stora delar av Nordafrika.